# George Oliver
George Oliver (condado de Durham, 13 de abril de 1841 – Farnham, 27 de diciembre de 1915) fue un médico británico. Inventó diversos instrumentos médicos, entre ellos el arteriómetro para medir el diámetro de las arterias, el hemodinamómetro para medir la presión arterial y el hemoglobinómetro para medir la cantidad de hemoglobina en la sangre. Realizó experimentos para observar el efecto que producía la inoculación de extractos de glándulas suprarrenales, estos estudios contribuyeron al aislamiento en 1898 por John Jacob Abel de una sal pura de sulfato de adrenalina, primera sustancia que logró aislarse de una glándula endocrina. 